# Gary Berne
Gerard Emile „Gary” Berne (ur. 14 stycznia 1944 na wyspie Saint Thomas, zm. 15 maja 2021 w Orlando) – strzelec z Wysp Dziewiczych Stanów Zjednoczonych, olimpijczyk.
Brał udział w Letnich Igrzyskach Olimpijskich 1984 (Los Angeles). Startował tylko w skeecie, w którym zajął 62. miejsce ex aequo z Bobem Warrenem-Codringtonem z Zimbabwe.

## Wyniki olimpijskie
| Igrzyska | Konkurencja | Wynik       | Miejsce | Źródło |
| -------- | ----------- | ----------- | ------- | ------ |
| IO 1984  | Skeet       | 167 punktów | 62      | [ 2 ]  |